# 도기 서수형 명기
도기 서수형 명기(陶器瑞獸形明器)는 대한민국 경상북도 경주시 미추왕릉 앞에 있는 무덤들 중 C지구 제3호 무덤에서 출토된, 거북이 모양의 몸을 하고 있는 토기이다. 대한민국의 보물 제636호로 지정되어 있다.
그릇 표면은 진한 흑회색을 띠었고 높이 15.1센티미터, 길이 17.5센티미터, 밑지름 5.5센티미터에 이른다. 머리와 꼬리는 용 모양이고, 등에 뿔이 2개 붙었다. 토기의 받침대 부분은 나팔형인데, 네모난 구멍을 뚫어 놓았다. 몸체에는 앞뒤 하나씩, 좌우에 2개씩 총 여섯 개의 장식을 늘어뜨렸다. 머리는 높이 들고 있고 목덜미에는 등에 난 것과 같은 뿔이 5개 붙어 있다. 눈은 크게 뜨고 아래·위의 입술 모두 바깥 쪽으로 말려 있으며, 혀를 길게 내밀고 있다. 꼬리는 물결모양을 이루면서 거의 수평으로 뻗었는데, 여기에도 뿔이 붙어 있다.
몸통 속은 비어있는데 등에는 깔때기 모양의 주입구(注入口)가 있고 가슴에는 대롱 모양의 귀때가 뾰족하게 머리 위를 향하고 있어 주전자와 같은 그릇으로 사용되었을 것으로 여겨진다.